# José Joaquín Fernández de Lizardi

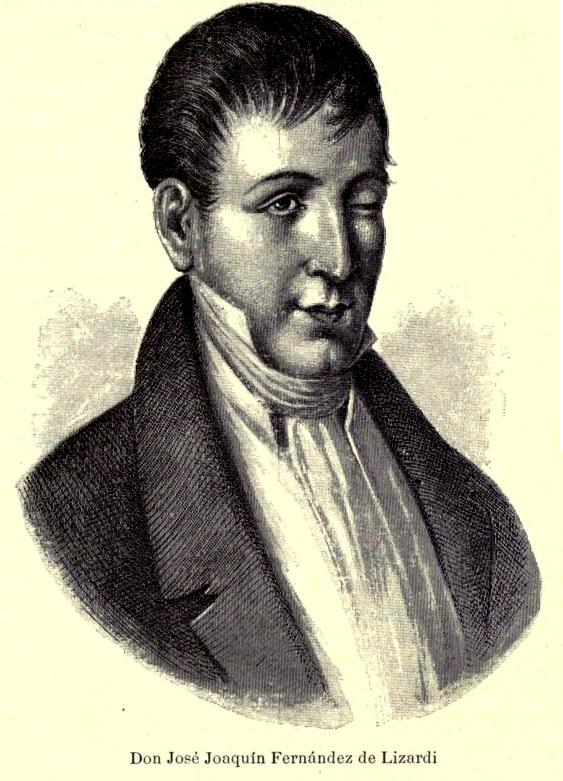
José Joaquín Fernández de Lizardi

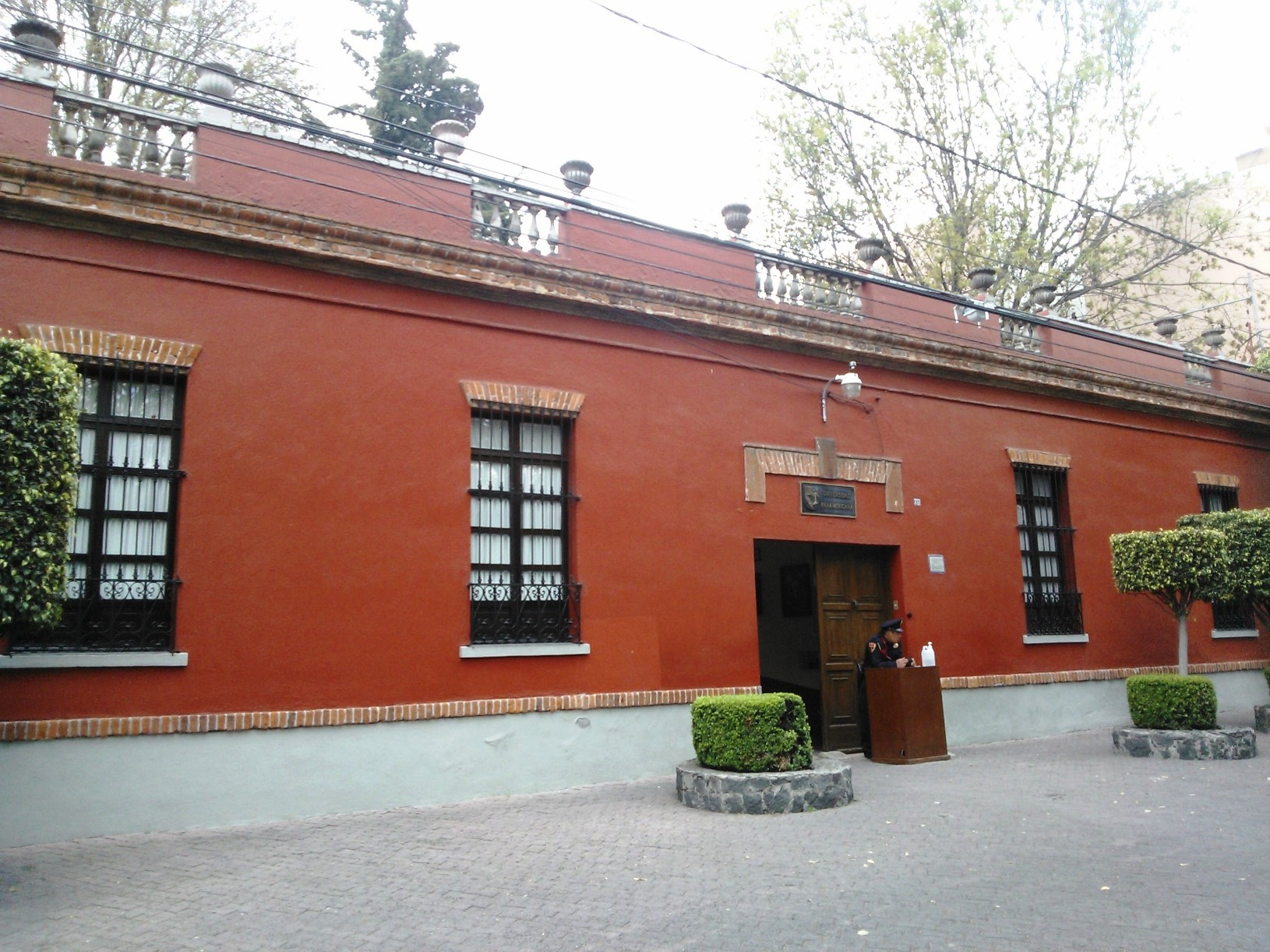
Haus von José Joaquín Fernandez de Lizardi in Mixcoac

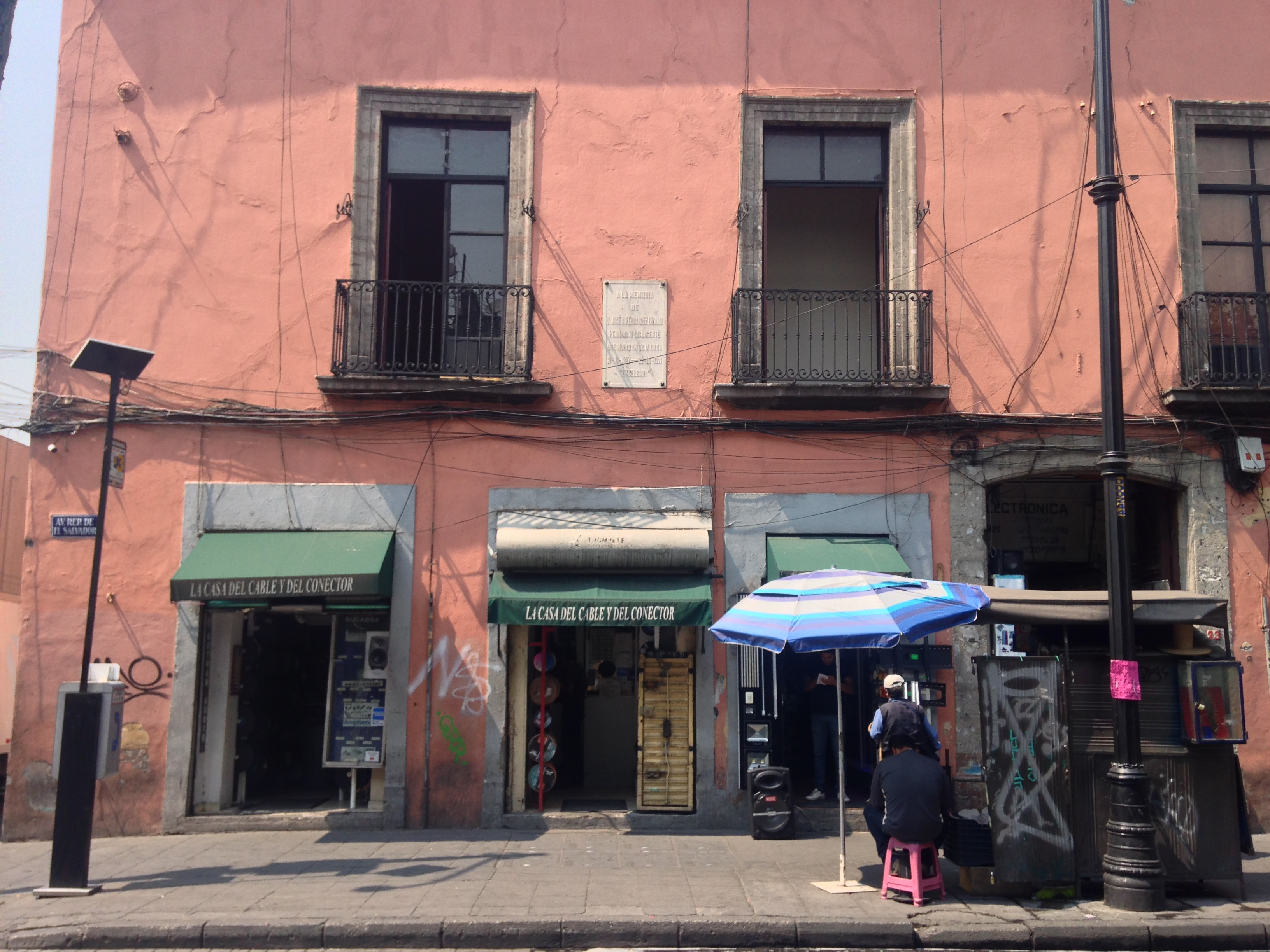
Gedächtnistafel am Haus, in dem Fernández de Lizardi starb (historisches Zentrum von Mexiko-Stadt)

José Joaquín Fernández de Lizardi (geb. 15. November 1776 in Mexiko-Stadt, damals Neuspanien; gest. 21. Juni 1827 ebenda) war ein mexikanischer Schriftsteller und Journalist. Am besten bekannt ist er als Autor des Romans El Periquillo Sarniento, der während des mexikanischen Unabhängigkeitskrieges erschien und als erster Roman Lateinamerikas gilt. Das Werk bildet den ersten Band der bekannten vielbändigen spanischsprachigen Buchreihe Sepan Cuantos des mexikanischen Verlags Librería Porrúa. Sein Werk La Quijotita y su prima fand ebenfalls Aufnahme in dieser Reihe (Band 71).

## Werke
- El pensador mexicano (1812), Periodikum
- El Periquillo Sarniento (1816)
- La Quijotita y su prima (1818)
- Noches tristes y día alegre (Autobiografie, 1818).
- Vida y hechos del famoso caballero Don Catrín de la Fachenda (1832)
- El triste de altamirano (1822)